# Christoph I. (Ortenburg)

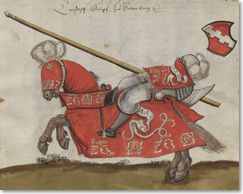
Graf Christoph von Ortenburg im Turniergewand nach einer Darstellung aus dem Turnierbuch Herzog Wilhelms IV. von Bayern.

Christoph I. (* 1480; † 22. April 1551 in Mattighofen) ist das siebte Kind des Grafen Sebastian I. von Ortenberg und Maria von Neuburg. Christoph stammte aus dem reichen, niederbayerischen Adelshaus Ortenburg (damals noch Ortenberg). Er war, zusammen mit seinem Vater Sebastian I. und seinem Cousin Wolfgang, in sehr engem Kontakt mit den bayerischen Herzögen und vergrößerte dadurch, wie kein anderer, die Ortenburger Macht und Besitzungen. Von 1524 bis 1551 war er regierender Graf von Ortenburg.

## Leben und Wirken
Urkundlich wird Christoph am 7. August 1491 gemeinsam mit seinen Geschwistern erstmals erwähnt.
Am 26. Februar 1508 tritt er in den Dienst der Herzöge von Bayern, erhält den Rang eines Rates und wird bald oberster Kämmerer. Diese Ämter hatte er bis ins Jahre 1514 inne. Christoph diente den Herzögen Albrecht IV., Wilhelm IV. und Ludwig X. So verbrachte er die meiste Zeit seines Lebens in München. Dank dieser guten Beziehungen zu den Herzögen, wird Christoph am 15. Juli 1513 zum Pfleger zu Reichenberg im Rottal auf Lebenszeit ernannt.

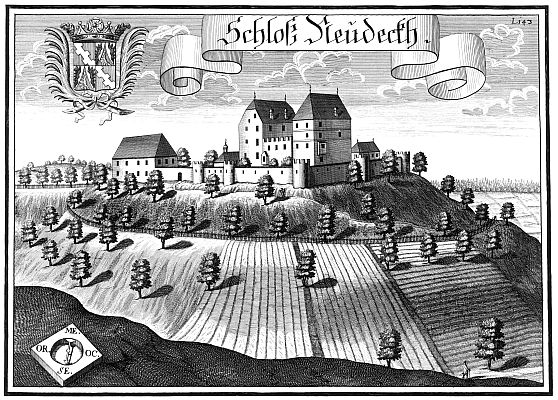
Burg Neudeck kam gemeinsam mit dem restlichen Erbe Anna Hollups an Christoph. Schloss Neudeck, hier auf einem Stich von Michael Wening aus dem Jahre 1723, sollte lange im Besitz des Grafenhauses Ortenburg bleiben.

Im Jahre 1515 vermählte sich Christoph mit Anna Hollup zu Mattighofen und Neudeck, Erbtochter des böhmischen Ritters Friedrich von Hollup zu Mattighofen und Neudeck. Friedrich, welcher durch große Dienste von den bayerischen Herzögen und vom böhmischen König reich belohnt wurde, hatte im Laufe der Jahre große Besitztümer um Mattighofen und Neudeck erworben. Als er 1517 starb, setzte er seine Tochter Anna und seine Gemahlin als Universalerben ein. Nach dem Ableben von Friedrichs Witwe, Asra Freiin von Freyberg, im Jahre 1525 fielen deren Besitzungen an Anna und ihren Gemahl Christoph. Die nächsten Verwandten legten dagegen keinen Widerspruch ein. Diese Verbindung ist für das Grafengeschlecht sehr bemerkenswert, denn durch die Hollup'schen Besitzungen kamen die Ortenberger wieder zu großen Landstrichen in Niederbayern und Oberösterreich. Bald galten sie wieder als eines der reichsten und einflussreichsten Adelshäuser Niederbayerns. Dank seiner guten Beziehungen zum Herzoghaus, gelang es Christoph die Besitzungen Friedrichs, welche nach der Erbteilung nach Friedrichs Tod nicht an ihn und seine Schwiegermutter fielen, 1517 käuflich zu erwerben. Darunter war der reiche Markt und die Burg Mattighofen. Seitdem nennt er sich „Graf zu Ortenberg und Mattighofen“.
Nach dem Tode seines älteren Bruders Ulrich II. im Jahre 1524, wird Christoph amtierender Reichsgraf von Ortenberg. Offiziell wird er erst am 10. November 1526 von Kaiser Karl V. mit der Grafschaft belehnt. Die Belehnung führten Markgraf Philipp von Baden und Bischof Weigand von Redwitz in Bamberg durch.
Im Jahre 1524 wurde der Spanier Gabriel von Salamanca mit der Kärntner Grafschaft Ortenburg durch König Ferdinand I. belehnt. Christoph legte diesbezüglich aber Protest ein, da er auf die Kärntner Grafschaft Erbansprüche hegte, da er eine Verwandtschaft seines Geschlechtes mit dem 1418 ausgestorbenen Geschlecht der Kärntner Grafen von Ortenburg vermutete. Nachdem die Erben der Grafschaft, die Grafen von Cilli im Jahre 1456 ebenso ausstarben, versuchten die bayerischen Ortenburger vehement an die Kärntner Besitzungen zu gelangen. Kaiser Karl V. ließ auf Christophs Drängen eine Erkundungsaktion in Wien, Tirol und Kärnten durchführen. Nach Eingang der Ergebnisse lehnte er die Ortenburger Einwände ab. Als Christoph 1530 nun den Reichstag zu Augsburg besuchte, traf er zu seiner großen Verwunderung Graf Gabriel zu Ortenburg-Salamanca an. Für den Ortenburger war dies ein Affront, da er erhofft hatte, dass Gabriel die Grafschaft nicht erhalten hatte. So legte Christoph, zusammen mit seinen Verbündeten Protest bei Kaiser Karl V. ein. Da Gabriel jedoch Freund und Wegbegleiter des Kaisers war und die Erkundungsaktion 1524 erfolglos war, weigerte sich dieser etwas zu tun. Um seine Position und seine Erbansprüche besser zu verdeutlichen, nannte Graf Christoph sein Geschlecht von Grafen von Ortenberg in Grafen von Ortenburg, des älteren Geschlechts und den Markt von Ortenberg nach Ortenburg um. Dies gilt als die Spitze des Ortenburger Erbstreits, welcher sich noch über Jahrhunderte hinziehen sollte.
Im Jahre 1538 tritt Christoph gemeinsam mit seiner zweiten Gemahlin zum evangelischen Bekenntnis über. Dies sollte weitreichende Folgen haben für Bayern, denn sein zweiter Sohn Joachim wird 1563 auf der evangelischen Seite der „Ortenburger Adelsverschwörung“ stehen und die Reformation in der Ortenburger Grafschaft einführen.

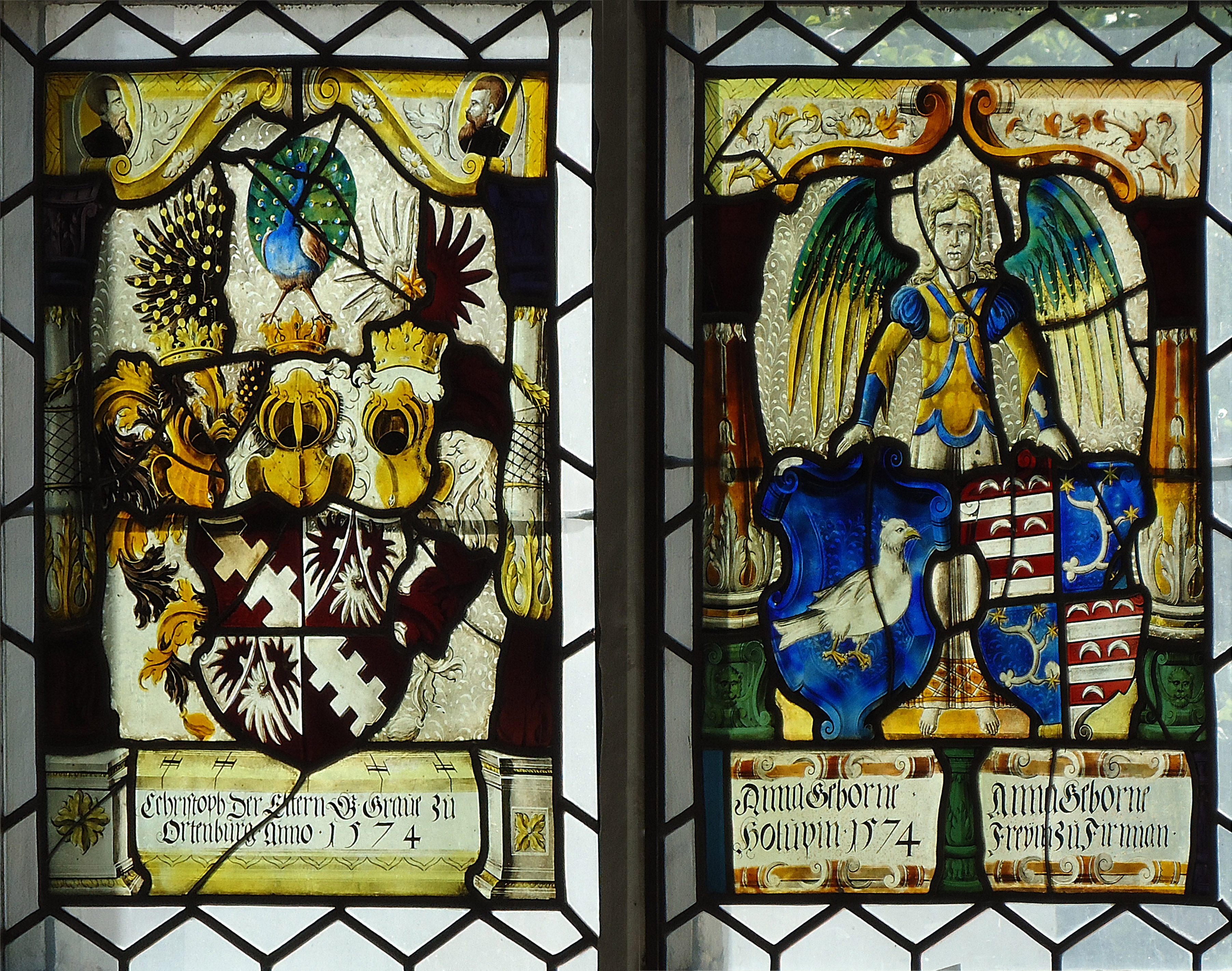
Glasfenster in der evangelischen Marktkirche Ortenburg für Graf Christoph und seine beiden Gemahlinnen Anna Holub zu Mattighofen und Neudeck und Anna von Firmian, welche 1574 von Joachim als Andenken gesetzt wurden.

Am 22. April 1551 stirbt Christoph I. im Alter von 70 Jahren in Mattighofen. Beigesetzt wurde er in der Stiftskirche in Mattighofen. Seine Besitzungen fielen zum Großteil an seinen Sohn, welcher sein Nachfolger als Reichsgraf wurde.

## Nachkommen
Christoph I. war verheiratet mit Anna Holub zu Mattighofen und Neudeck und Anna Freiin von Firmian. Aus diesen Ehen entstammen folgende Kinder:
1. Ehe:
- Johann (* und † 1515 in Mattighofen)

2. Ehe:
- Joachim I. (* 6. September 1530 in Mattighofen; † 19. März 1600 in Nürnberg), Graf von Ortenburg, ⚭ Ursula Gräfin Fugger (* 21. April 1530; † 7. September 1570 in Ortenburg), ⚭ Lucia Freiin zu Limpurg (* 23. November 1550 in Gaildorf; † 9. Februar 1626 auf Burg Neu-Ortenburg in Ortenburg)